# Stenodynerus aequisculptus
Stenodynerus aequisculptus är en stekelart som först beskrevs av Kostylev 1940.  Stenodynerus aequisculptus ingår i släktet smalgetingar, och familjen Eumenidae.

## Underarter
Arten delas in i följande underarter:
- S. a. cretensis
- S. a. inaequisculptus
- S. a. taurus